# يمنى العيد
يمنى العيد (1935) كاتبة وناقدة أدبيّة لبنانية، وتعدّ أستاذة في النقد العربيّ في أكثر من جامعة عربيّة وغربيّة. اسمها الأصلي بحسب الهوية: حكمت المجذوب الصباغ، وتعرف أيضًا باسم: حكمت الخطيب. لها عشرات المؤلفات في الأدب والنقد، وقد حازت عدة شهادات تقدير وجوائز عربية منها جائزة سلطان العويس، كما اختيرت شخصية العام الثقافية في معرض الشارقة للكتاب.

## عن حياتها
ولدت يمنى العيد في صيدا (جنوب لبنان) في العام 1935. حازت شهادة الإجازة والماستر في الجامعة اللبنانية، ثم شهادة الدكتوراه في الأدب من جامعة السوربون فرنسا في العام 1977. ثم تفرغت للتعليم العالي في كلية الآداب والعلوم الإنسانية في الجامعة اللبنانية إلى حين تقاعدها في العام 1999. كما كانت أستاذة زائرة في جامعة السوربون في باريس، وجامعة صنعاء في اليمن، ومركز البحوث التطبيقية والدراسات النسوية في صنعاء.

## نشاطها الثقافي
شاركتْ يمنى العيد في ندوات ومؤتمرات عديدة. وانتسبت في بدايات حياتها الثقافية والفكرية إلى الحزب الشيوعي اللبناني. اعتزلت العمل السياسي سنة 1988. وهي أيضًا، عضوة في كل من: اتحاد الكتاب اللبنانيين، اتحاد الكتَّاب العرب، والمجلس الثقافي اللبناني الجنوبي، والمركز الثقافي للبحوث والتوثيق في صيدا، وجمعية الكاتب والكتاب في بيروت، ومركز مهدي عامل الثقافي، وهي عضوة في هيئة تحرير غير مجلة أدبية عربية. ورئيسة لأكثر من لجنة تحكيم آخرها جائزة البوكر للرواية العربية. 
وهي عضو الهيئة الإستشارية لمشروع كتاب في جريدة 
حازت العيد جائزة سلطان العويس للنقد الأدبي عام 1993. وقد سوّغت اللجنة قرار فوزها بالآتي: 
«أعمال الدكتورة يمنى العيد في مجملها تفصح عن وعي متميز لمناهج النقد الحديثة، وحرص واضح على الملائمة بين النظرية والنص العربي مع اقتصاد في استخدام المصطلح لذلك فإن نقدها يتضمن الكثير من النظر الشخصي والعناية بعناصر النص الأدبي المتكاملة إلى جانب الإشارات غير المسرفة التي تقدم الأسس النظرية للقارئ العربي، وبهذا المنهج الذي يجمع بين النظرية والتطبيق الواعي ويلتفت إلى كثير من نصوص الإبداع في الوطن العربي يتحقق للدكتورة يمنى العيد تميز واضح في المجال النقدي».
واختارت «هيئة الشارقة للكتاب» يمنى العيد، شخصية العام الثقافية لفعاليات الدورة 38 من معرض الشارقة الدولي للكتاب الذي أقيم تحت شعار «افتح كتابا.. تفتح أذهانا»، احتفاء باختيار الإمارة، العاصمة العالمية للكتاب. وجاء اختيار العيد صاحبة «النص المفتوح»، تقديرا لجهودها المعرفية خلال أكثر من أربعة عقود من الكتابة والتأليف في النص الأدبي العربي، إذ قدمت عشرات الدراسات والبحوث المتخصصة في النقد الأدبي والنقد المقارن والتوثيق الأدبي والمقاربات التاريخية وغيرها من المؤلفات. وعن اختيار العيد، قال رئيس «هيئة الشارقة للكتاب» أحمد العامري: 
«الدكتورة يمنى العيد قامة أدبية أغنت طوال أكثر من أربعين عاما المكتبة العربية بمؤلفات أدبية ونقدية، ونجحت خلال مشروعها المعرفي أن تكون أحد المؤثرين الفاعلين في دراسة الأدب العربي، لهذا نجدد التزامنا وواجبنا من خلال استضافتها شخصية العام الثقافية على المعرض، تجاه المثقفين العرب ورموزه، ونوجه لهم تحية تقدير على كل ما بذلوه ويبذلوه للحضارة العربية».

## مؤلفاتها
نشرت العيد في أغلب المجلات العربية، منها: مواقف، الكرمل، كلمات، أدب ونقد، شؤون أدبية، قضايا وشهادات، الآداب، الطريق، وقد بدأت في نشر المقالات الأدبية في ستينيات القرن العشرين، ومن مؤلفاتها: 
- أمين الريحاني: رحَّالة العرب - 1970
- قاسم أمين: إصلاح قوامه المرأة - 1970
- ممارسات في النقد الأدبي - 1973
- الدلالة الاجتماعية لحركة الأدب الرومنطيقي في لبنان - 1979 و1989
- قضايا في الثقافة والديموقراطية - 1980
- في معرفة النَّص - 1983
- الراوي: الموقع والشكل - 1986
- في القول الشعري - 1987 و2008
- تقنيَّات السَّرد الروائي في ضوء المنهج البنيوي - 1990
- الكتابة تحوُّل في التحوُّل: مقاربة للكتابة الأدبية في زمن الحرب اللبنانية - 1993
- فنّ الرواية العربية: بين خصوصية الحكاية وتميُّز الخطاب - 1993
- في النفاق الإسرائيلي: قراءة في المشهد والخطاب - 2003
- في مفاهيم النقد وحركة الثقافة العربية - 2005
- أرق الروح - 2013
- زمن المتاهة - 2015
- في تاريخ النقد وسؤال الثقافة العربية - 2017
- رهانات الخطاب النقدي العربي (حوار مع دة. يمنى العيد) - 2017 [5]

### ترجمـة
- الماركسية وفلسفة اللغة لميخائيل باختين، بمشاركة محمَّد البكري، دار توبقال، المغرب، 1983.

### تُرجم لها إلى الفرنسية
- Yumná al-ʻĪd, Hors les voiles, trad. par Leila Khatib Touma (Paris: L’Harmattan, 2016). x.[13]